# Anesthesia & Analgesia
Anesthesia & Analgesia is een internationaal, aan collegiale toetsing onderworpen wetenschappelijk tijdschrift op het gebied van de anesthesiologie. De naam wordt in literatuurverwijzingen meestal afgekort tot Anesth. Analg. Het wordt uitgegeven door Lippincott Williams & Wilkins namens de International Anesthesia Research Society en verschijnt maandelijks. Het eerste nummer verscheen in 1922.